# Археолошко налазиште Усек Бањица
Усек је археолошко налазиште које обухвата подручје северозападно од авалског друма и просторе се до потока који се улива у Бањички поток у  општини Вождовац у граду Београду.
На овом подручју налази се неолитско насеље са веома богатим културним слојем у пет хоризоната и као такво једно је од најзначајних у српском делу Подунавља. 
Насеље је живело више од 600 година, од око 5200. до 4600. пре нове ере. Уз Бело брдо у Винчи и Ледине у Жаркову, то је најдуговечније винчанско насеље, са веома добро очуваним кућама, које пружају увид у историју архитектуре и урбанизма на нашим просторима. На овом месту истражена је највећа до данас позната винчанска кућа, површине од 220 квадратних метара, као и бројне јединствене архитектонске форме, попут објеката типа мегарон, специјализованих производних објеката, али и малих помоћних остава, спремишта и силоса.
Насеље је у почетку било привремено, али се развило у стално, дуго је трајало и неколико пута је обнављано након пожара. На подручју локалитета се од најстаријег хоризонта до земунице опажа стални развој и напредак у техници градње. Једна од откривених кућа је димензије 20x11 m, а опажа се стални напредак и висока стручност за период неолита. Неолитско насеље на Бањици припада винчанској култури и због своје очуваности и богате архитектуре представља значајно октирће за проучевање неолитског доба.